# Hemistoma beaumonti
Hemistoma beaumonti é uma espécie de gastrópode  da família Hydrobiidae.
É endémica da Austrália.